# Anna-Magdalena Linder
Anna-Magdalena Linder (* 11. Oktober 1978; heimatberechtigt in Brienz) ist eine Schweizer Politikerin (Grüne bzw. GFL Bern).

## Leben
Anna-Magdalena Linder absolvierte eine Ausbildung zur diplomierten Drogistin und später zur Sekundarlehrerin. Sie arbeitet als Lehrerin im Berufslehrgang Drogistin/Drogist EFZ an der Wirtschafts- und Kaderschule WKS KV Bern. Anna-Magdalena Linder lebt in Bern.

## Politik
Linder übernahm 2009 den Sitz des zurückgetretenen Erik Mozsa im Grossen Rat des Kantons Bern, dem sie bis 2022 angehörte. Linder war von 2012 bis 2016 Mitglied der Justizkommission und von 2014 bis 2022 Mitglied der Bildungskommission.
Linder ist Direktionsmitglied der Neuen Mittelschule NMS Bern, Vorstandsmitglied des Kaufmännischen Verbands Bern und Präsidentin des Vereins MUS-E Schweiz und Fürstentum Liechtenstein. Sie ist Vorstandsmitglied des Vereins Bern für den Film und Stiftungsrätin der Stiftung Berner Gesundheit.